# 小梨村
小梨村（こなしむら）は、1956年（昭和31年）まで岩手県東磐井郡にあった村。現在の一関市千厩町小梨・千厩町清田にあたる。

## 地理

### 自然
- 山岳：黄金山、観音山、天神山
- 河川：大平川、南小梨川

## 沿革
- 1875年（明治8年）10月17日 - 水沢県による村落統合に伴い、北小梨村と南小梨村が合併して小梨村に、清水馬場村・金田村・熊田倉村が合併して清田村になる。
- 1889年（明治22年）4月1日 - 町村制施行に伴い、小梨村と清田村が合併して新制の小梨村が発足。
- 1956年（昭和31年）9月30日 - 千厩町・磐清水村・奥玉村と合併し、新制の千厩町となる。

## 行政

### 歴代村長
| 代 | 氏名       | 就任日                     | 退任日                     | 備考 |
| -- | ---------- | -------------------------- | -------------------------- | ---- |
| 1  | 菅原省吾   | 1889年（明治22年）6月30日  | 1891年（明治24年）12月18日 |      |
| 2  | 菅原貞兵衛 | 1892年（明治25年）1月6日   | 1903年（明治36年）1月6日   |      |
| 3  | 西城滝之亟 | 1903年（明治36年）2月10日  | 1910年（明治43年）3月25日  |      |
| 4  | 小野寺良平 | 1910年（明治43年）5月10日  | 1918年（大正07年）5月3日   |      |
| 5  | 菅原復     | 1918年（大正07年）8月6日   | 1919年（大正08年）5月31日  |      |
| 6  | 伊藤千代治 | 1919年（大正08年）6月26日  | 1923年（大正12年）6月25日  |      |
| 7  | 西城滝之亟 | 1923年（大正12年）11月15日 | 1927年（昭和02年）11月14日 | 再任 |
| 8  | 佐藤徳四郎 | 1927年（昭和02年）11月15日 | 1931年（昭和06年）11月14日 |      |
| 9  | 西城滝之亟 | 1931年（昭和06年）11月15日 | 1946年（昭和21年）3月30日  | 三任 |
| 10 | 榊原寛     | 1946年（昭和21年）8月26日  | 1947年（昭和22年）2月10日  |      |
| 11 | 西村芳雄   | 1947年（昭和22年）4月5日   | 1956年（昭和31年）9月29日  |      |

## 経済

### 第一次産業
- 酪農
- 畑作
- 稲作
- 養蚕
- たばこ

出典：

#### 鉱業
村内で最も標高が高い黄金山（標高：482.4m）や天神山（標高：323m）では、昭和10年代まで金鉱石の採掘が行われていた。そこで採掘された金は中尊寺金色堂に用いられる金箔の原材料に使われた。黄金山の山中には、金鉱跡が現存している。

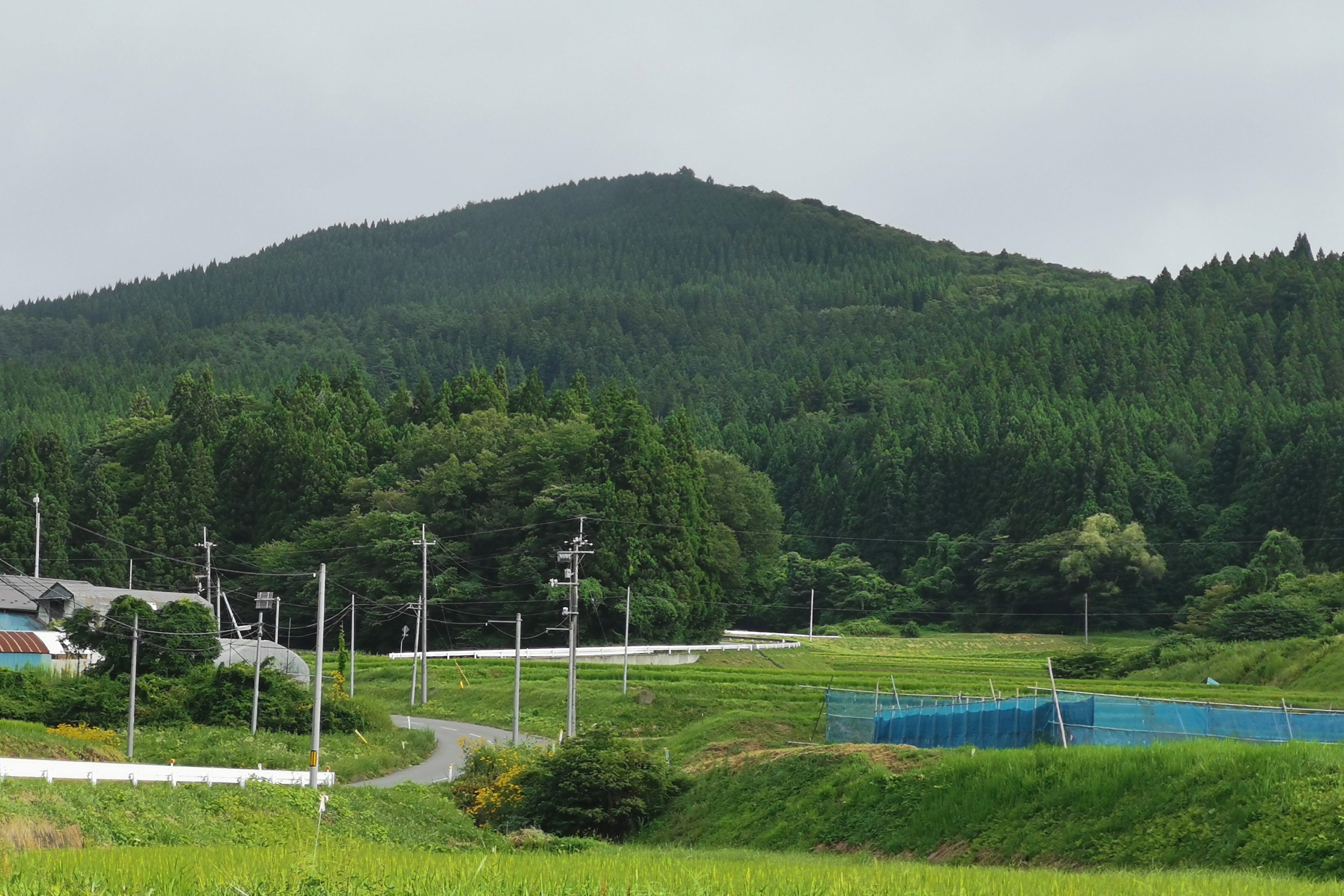
南小梨から望む黄金山（2023年8月）

## 公的機関

### 警察
- 千厩警察署小梨巡査駐在所

## 教育
村内に高等学校は所在しない。最寄りの高校は岩手県立千厩高等学校（千厩町千厩）、岩手県立藤沢高等学校（藤沢町藤沢）。

### 中学校
- 小梨村立小梨中学校
- 小梨村立小梨中学校清田分校

### 小学校
- 小梨村立小梨小学校
- 小梨村立南小梨小学校
- 小梨村立清田小学校

※以下は廃校
- 小梨小学校熊田倉分校（1907年以前[4]）
- 小梨小学校清水馬場分校（同上[4]）

## 交通

### 鉄道
- 国鉄大船渡線：小梨駅

### 道路

#### 県道
- 県道一関気仙沼線

## 出身者
- 千厩ともゑ - 旅行作家・編集者・僧侶[5][6]